# Станислав Захаров
Станислав Захаров (рус. Станислав Владимирович Захаров; рођен 31. августа 1981) је бивши руски уметнички клизач.

## Биографија
Рођен је 31. августа 1981. у Одинцову, почео је да клиза са пет година. Тренер му је био његов отац Владимир Захаров, а клуб ЦСК Москва. Сезоне 1999—2000. је заједно са Еленом Рјабчуком освојио четврто место на ISU Junior Grand Prix, шесто на Светском јуниорском првенству и прво на Јуниорском првенству Русије. Следеће сезоне 2000—2001. је са истом партнерком освојио осмо место на ISU Junior Grand Prix и друго на Јуниорском првенству Русије. Лета 2000. је током тренинга клизаљком случајно ударио Рјабчуку у главу која је због повреде неко време била одсутна. Сезоне 2001—2002. су освојили прво место на Светском јуниорском првенству и Јуниорском првенству Русије и шесто на Првенству Русије. Следеће сезоне 2002—2003. су на ISU Junior Grand Prix освојили друго и шесто место. Сезоне 2003—2004. је заједно са Ирином Потанином освојио седмо место на Првенству Русије. Године 2019. је био тренер Антонине Дубинине. Висок је 177 центиметара. 

## Резултати

### Са Рјабчуком
| Резултати                   | Резултати   | Резултати   | Резултати   | Резултати   |
| Међународни                 | Међународни | Међународни | Међународни | Међународни |
| Догађај                     | 1999—2000.  | 2000—2001.  | 2001—2002.  | 2002—2003.  |
| --------------------------- | ----------- | ----------- | ----------- | ----------- |
| Светско јуниорско првенство | 6           | 8           | 1           |             |
| JGP Чешке                   | 4           |             |             |             |
| JGP Француске               |             |             |             | 2           |
| JGP Италије                 |             |             |             | 6           |
| Државни                     |             |             |             |             |
| Првенство Русије            |             |             | 6           |             |
| Јуниорско првенство Русије  | 1           | 2           | 1           |             |
| JGP = ISU Junior Grand Prix |             |             |             |             |

### Са Потанином
| Резултати        | Резултати |
| Државни          | Државни   |
| Догађај          | 2004.     |
| ---------------- | --------- |
| Првенство Русије | 7         |

## Програми
(са Рјабчуком)
| Сезона     | Кратки програм                                       | Слободно клизање                                                            |
| ---------- | ---------------------------------------------------- | --------------------------------------------------------------------------- |
| 2002—2003. | - The Truman Show Буркхард фон Даллвиц               | - 1492: Conquest of Paradise Вангелис                                       |
| 2001—2002. | - The Road to El Dorado                              | - 1492: Conquest of Paradise Вангелис                                       |
| 2000—2001. | - The Addams Family Марк Шејман The Caroling Company | - Music Жан Мишел Жар - Love Story Франсис Ле - Barcelona Ричард Клејдерман |